# 三重県道643号三行庄野線
三重県道643号三行庄野線（みえけんどう643ごう みゆきしょうのせん）は、三重県津市から鈴鹿市に至る一般県道である。

## 概要
津市河芸町三行から鈴鹿市庄野町に至る。
全区間センターラインのある片側1 - 2車線であり走りやすい。かつては鈴鹿市徳居町付近の道幅か狭く、県道でありながら、周辺住民の生活道路のため通り抜けをお断りする旨の看板があった。国道306号からの通り抜けを緩和するため、バイパスが開通したため現在は解消している。
2019年（平成31年）4月1日に道路区域変更。庄野橋を経由する路線から汲川原橋を経由する路線に変更した（終点に変更なし）。
2020年（令和2年）3月31日付けで、鈴鹿市道加佐登鼓ヶ浦線と管理道路の交換を行った。

### 路線データ
- 起点：津市河芸町三行（国道306号交点）
- 終点：鈴鹿市庄野町（庄野交差点、国道1号・国道25号上）
- 総延長：9,097 m

## 路線状況

### 重複区間
- 三重県道54号鈴鹿環状線（鈴鹿市徳居町・徳居橋北詰交差点 - 鈴鹿市御薗町・御園町交差点）
- 三重県道54号鈴鹿環状線（鈴鹿市庄野共進1丁目・共進一丁目交差点 - 鈴鹿市庄野羽山3丁目・汲川原橋南詰交差点）
- 国道1号・国道25号（鈴鹿市汲川原町・汲川原町交差点 - 鈴鹿市庄野町・庄野交差点（終点））

### 道路施設

#### 橋梁
- 徳居橋（中ノ川、鈴鹿市）
- 井手川橋（井手川、鈴鹿市、三重県道54号鈴鹿環状線重複区間内）
- 汲川原橋（鈴鹿川、鈴鹿市）

## 地理

### 通過する自治体
- 津市
- 鈴鹿市

### 交差する道路
| 交差する道路                                              | 市町村名 | 交差する場所  | 交差する場所       |
| --------------------------------------------------------- | -------- | ------------- | ------------------ |
| 国道306号                                                 | 津市     | 河芸町三行    | 起点               |
| 三重県道648号鈴鹿芸濃線                                   | 鈴鹿市   | 徳居町        |                    |
| 三重県道54号鈴鹿環状線 重複区間起点                       | 鈴鹿市   | 徳居町        | 徳居橋北詰交差点   |
| 三重県道54号鈴鹿環状線 重複区間終点                       | 鈴鹿市   | 御薗町        | 御薗町交差点       |
| 三重県道41号亀山鈴鹿線 三重県道642号国府白子停車場線 重複 | 鈴鹿市   | 住吉3丁目     | 住吉三丁目3交差点  |
| 三重県道54号鈴鹿環状線 重複区間起点                       | 鈴鹿市   | 庄野共進1丁目 | 共進一丁目交差点   |
| 三重県道54号鈴鹿環状線 重複区間終点                       | 鈴鹿市   | 庄野羽山3丁目 | 汲川原橋南詰交差点 |
| 三重県道27号神戸長沢線                                    | 鈴鹿市   | 汲川原町      |                    |
| 国道1号 重複区間起点 国道25号 重複区間起点                | 鈴鹿市   | 汲川原町      | 汲川原町交差点     |
| 国道1号 重複区間終点 国道25号 重複区間終点                | 鈴鹿市   | 庄野町        | 庄野交差点 / 終点  |

### 沿線
- 鈴鹿市立天名小学校
- 鈴鹿サーキット
- 県営鈴鹿青少年の森公園
- イオンモール鈴鹿
- 鈴鹿川